# Elisabetta Gnone
Elisabetta Gnone (née le 13 avril 1965 à Gênes) est une écrivaine, productrice et journaliste italienne, connue pour avoir écrit la série W.I.T.C.H..

## Biographie
Elisabetta Gnone est née le 13 avril 1965 à Gênes, en Italie.
Après avoir terminé ses études de lettres classiques en 1990, Elisabetta Gnone travaille pour The Walt Disney Company. En 1992, elle devient journaliste et travaille à Topolino, la version italienne du Journal de Mickey. Elle participe aux lancements des mensuels Bambi, Tic et Tac, Minnie Mag et La Petite Sirène. En 1997, elle lance le mensuel Winnie l'ourson.
En 2001, elle crée avec Alessandro Barbucci au dessin et Barbara Canepa à la couleur la bande dessinée W.I.T.C.H., qui paraît dans Topolino et dans Minnie Mag. La popularité est telle que ce magazine est renommé W.I.T.C.H. Mag. À partir de 2003, la bande dessinée est adaptée en 32 romans dans la Bibliothèque rose. En 2004, face au succès, une série télévisée d'animation W.I.T.C.H. est créée et produite en France.
En 2005, Elisabetta Gnone crée la série Fairy Oak, qui regroupe sept romans. Les trois premiers, Il segreto delle gemelle, L'Incanto del Buio et Il Potere della Luce remportent deux prix Bancarellino, prix littéraire italien destiné aux livres de fiction pour enfants. Le dernier roman Addio Fairy Oak remporte le prix littéraire « Terre del Magnifico » en 2011. Entre 2015 et 2016, les quatre premiers tomes ont été traduits en français pour les éditions Kennes. Le cinquième est en train d'être traduit, et l'écrivaine Elisabetta Gnone va réaliser un dessin animé, ainsi qu'un film Fairy Oak.[réf. nécessaire]
À la fin de 2015, elle crée un nouveau roman Olga du carta, qui a été acheté déjà par six pays .

## Publications
- W.I.T.C.H., Glénat,2001-(139 BD)
- W.I.T.C.H., SIP Animation Paris, 2004-, série télévisée d'animation (actuellement 52 épisodes de 22 minutes)
- (it) Il segreto delle gemelle, De Agostini S.p.A., 2005, roman
- (it) L'incanto del buio, De Agostini S.p.A., 2006, roman
- (it) Il potere della luce, De Agostini S.p.A., 2007, roman
- (it) Capitan Grisam e l'amore, De Agostini S.p.A., 2008, roman
- (it) Gli incantevoli giorni di Shirley, De Agostini S.p.A., 2009, roman
- (it) Flox sorride in autunno, De Agostini S.p.A., 2009, roman
- (it) Addio Fairy Oak, De Agostini S.p.A., 2010, roman

## Récompenses
- 2004 :  Prix Max et Moritz de la meilleure publication de bande dessinée pour enfants et adolescents avec W.I.T.C.H.